# Anticholinerg
Als anticholinerg bezeichnet man in der Medizin (Neben-)Wirkungen, die sich aus der Hemmung des Neurotransmitters Acetylcholin ergeben. Acetylcholin ist ein wichtiger Neurotransmitter, der sowohl an vielen zentralen Nervenkernen im Gehirn wie auch in Teilen des peripheren Nervensystems, zum Beispiel des Parasympathikus, eine Rolle spielt.
Etwas vereinfacht ist der Parasympathikus der Antagonist des Sympathikus, welcher oft als Stresssystem bezeichnet wird. Beide gehören zum vegetativen Nervensystem. Häufig versorgen beide Systeme dasselbe Organ und wirken dort entgegengesetzt, zum Beispiel steigert der Sympathikus die Herzfrequenz, und der Parasympathikus senkt sie. Praktisch alle inneren Organe sind sympathisch wie auch parasympathisch innerviert: Herz, Bronchien, Blutgefäße, Darm, Blase, Schweißdrüsen, aber auch Teile der Sinnesorgane wie die Iris.
Stoffe oder Arzneimittel, die die Wirkung des Acetylcholins hemmen, also anticholinerg wirken, führen deshalb zu einem charakteristischen Symptomkomplex (anticholinerges Syndrom):
- Mundtrockenheit (gehemmte Speichelbildung)
- Erweiterte Pupillen (Akkommodationsstörung, Engwinkelglaukom)
- Harnverhalt/Blasenlähmung
- Obstipation/Darmlähmung
- Trockene, rote und warme Haut (verminderte Schweißbildung)
- Tachykardie.

Zusätzlich können auch zentralnervöse Effekte bestehen:
- Unruhe, Erregung
- Angst
- Halluzinationen
- Krämpfe
- Atemdepression
- Bewusstseinsstörung bis zum Koma.

Das klassische Anticholinergikum ist das aus der Schwarzen Tollkirsche (Atropa belladonna L.) gewonnene Alkaloid Atropin, dessen pupillenerweiternde Wirkung schon vor Jahrhunderten zu kosmetischen Zwecken genutzt wurde. Ähnliche Wirkstoffe finden sich im Stechapfel und im Bilsenkraut. Vergiftungen treten gelegentlich bei Kindern auf, die solche Pflanzen gegessen haben, aber auch bei Drogenexperimenten (Datura/Stechapfel).
Viele Medikamente wirken anticholinerg, zum Teil erwünscht, zum Teil als Nebenwirkung. In der Notfallmedizin wird Atropin häufig bei Blutdruckabfall und Bradykardie eingesetzt. Andere Medikamente sollen bei Morbus Parkinson gezielt das Neurotransmittergleichgewicht wiederherstellen, indem sie zentrale cholinerge Synapsen hemmen. Bei Antidepressiva, vor allem den klassischen trizyklischen, treten anticholinerge Effekte regelmäßig als Nebenwirkung auf.
Als Antidot können Cholinesterasehemmer eingesetzt werden. Cholinesterasen sind Enzyme, die im synaptischen Spalt Acetylcholin abbauen. Durch ihre Hemmung erhöht sich die lokale Konzentration von Acetylcholin, der anticholinerge Effekt wird gemindert. Ansonsten ist die Therapie beim ausgeprägten anticholinergen Syndrom symptomatisch: Kühlung, Abdunklung, Sauerstoff, eventuell Beatmung bei insuffizienter Atmung, Benzodiazepine bei Krämpfen.